# Krasobruslení na Zimních olympijských hrách 1992
Krasobruslení na Zimních olympijských hrách 1992 'proběhlo v Halle Olympique, která stojí nedaleko Théâtre des Cérémonies několik kilometrů jihozápadně od centra Albertville.

## Medailové pořadí zemí
| Pořadí | Země                         | Zlato | Stříbro | Bronz | Celkově |
| ------ | ---------------------------- | ----- | ------- | ----- | ------- |
| 1.     | Sjednocený tým (EUN)         | 3     | 1       | 1     | 5       |
| 2.     | Spojené státy americké (USA) | 1     | 1       | 1     | 3       |
| 3.     | Francie (FRA)                | 0     | 1       | 0     | 1       |
| 3.     | Japonsko (JPN)               | 0     | 1       | 0     | 1       |
| 5.     | Československo (TCH)         | 0     | 0       | 1     | 1       |
| 5.     | Kanada (CAN)                 | 0     | 0       | 1     | 1       |
|        | Celkem                       | 4     | 4       | 4     | 12      |

## Medailisté

### Muži
| Disciplína | Zlato                                  | Výkon | Stříbro                                   | Výkon | Bronz                             | Výkon |
| ---------- | -------------------------------------- | ----- | ----------------------------------------- | ----- | --------------------------------- | ----- |
| muži       | Viktor Petrenko · Sjednocený tým (EUN) | 1,5   | Paul Wylie · Spojené státy americké (USA) | 3,5   | Petr Barna · Československo (TCH) | 4,0   |

### Ženy
| Disciplína | Zlato                                              | Výkon | Stříbro                        | Výkon | Bronz                                            | Výkon |
| ---------- | -------------------------------------------------- | ----- | ------------------------------ | ----- | ------------------------------------------------ | ----- |
| ženy       | Kristi Yamaguchiová · Spojené státy americké (USA) | 1,5   | Midori Itoová · Japonsko (JPN) | 4,0   | Nancy Kerriganová · Spojené státy americké (USA) | 4,0   |

### Smíšené soutěže
| Disciplína        | Zlato                                                          | Výkon | Stříbro                                                | Výkon | Bronz                                                 | Výkon |
| ----------------- | -------------------------------------------------------------- | ----- | ------------------------------------------------------ | ----- | ----------------------------------------------------- | ----- |
| sportovní dvojice | Sjednocený tým (EUN) · Natalja Miškutenoková · Artur Dmitrijev | 1,5   | Sjednocený tým (EUN) · Jelena Bechkeová · Denis Petrov | 3,0   | Kanada (CAN) · Isabelle Brasseurová · Lloyd Eisler    | 4,5   |
| taneční páry      | Sjednocený tým (EUN) · Marina Klimovová · Sergej Ponomarenko   | 2,0   | Francie (FRA) · Isabelle Duchesnayová · Paul Duchesnay | 4,4   | Sjednocený tým (EUN) · Maja Usovová · Alexander Žulin | 5,6   |